# Hochschule Esslingen
Die Hochschule Esslingen ist eine Hochschule in Esslingen am Neckar. Sie beherbergt 6 Fakultäten mit 27 Bachelor- und 14 Masterstudiengängen. Ingenieurwesen, Betriebswirtschaft, Sozial- und Pflegewissenschaften sind Schwerpunkte der Hochschule Esslingen. Standorte der Hochschule sind Esslingen am Neckar (Stadtmitte und Flandernstraße) sowie Göppingen. Die Hochschule ist Gründungsmitglied im 2022 errichteten Promotionsverband der Hochschulen für angewandte Wissenschaften Baden-Württemberg.

## Geschichte
Durch die Fusion der beiden zuvor eigenständigen Hochschulen Fachhochschule für Technik Esslingen (FHTE) und Fachhochschule Esslingen – Hochschule für Sozialwesen (HfS) entstand 2006 die heutige Hochschule Esslingen. Die Geschichte ihrer Vorläuferschulen geht bis 1868 zurück.

### Geschichte der ehemaligen Fachhochschule für Technik

Ehemaliges Logo der Fachhochschule für Technik

Als Gründungsjahr der Hochschule gilt das Jahr 1868, als an der Königlich Württembergischen Baugewerbeschule in Stuttgart eine Abteilung zur Ausbildung von Maschinenbauingenieuren eingerichtet wurde. Nach jahrelangem Bemühen der Esslinger Industrie und besonders des Kommerzienrats Paul F. Dick wurde diese Abteilung 1914 nach Esslingen verlegt und unter dem Namen Königlich Württembergische Höhere Maschinenbauschule eröffnet. Nach dem Ersten Weltkrieg erhielt die Schule den Namen Staatlich Württembergische Höhere Maschinenbauschule Esslingen. 1927 wurden Abteilungen für Feinmechanik und Mengenfertigung sowie für Elektrotechnik eingerichtet. 1938 erfolgte die Umbenennung in Staatliche Ingenieurschule Esslingen. Nach dem Zweiten Weltkrieg eröffnete 1947 eine Abteilung für Heizung und Lüftung, zwei Jahre später wurde die Abteilung Elektrotechnik in Starkstromtechnik und Nachrichtentechnik aufgeteilt. Im Jahre 1971 wurde die Schule in Fachhochschule für Technik Esslingen (FHTE) umbenannt und die Fachbereiche Informatik und Wirtschaftsingenieurwesen entstanden. 1979 zog der Fachbereich Wirtschaftsingenieurwesen ins Hochschulzentrum an der Flandernstraße, die Fachbereiche Nachrichtentechnik und Informatik folgten 1984. Vier Jahre später, 1988 wurde die Außenstelle in Göppingen mit den Studiengängen Maschinenbau/Fertigungssysteme und Mikroelektronik/Mikromechanik gegründet, in Göppingen entstand dann 1995 auch der Fachbereich Mechatronik. Ein Jahr später kam es zur Vereinigung der Fachbereiche Nachrichtentechnik und Technische Informatik zum Fachbereich Informationstechnik. Im Jahr 1998 wurde die Graduate School gegründet, welche das Studienangebot einerseits um Masterstudiengänge erweiterte und andererseits – erstmals an der Hochschule – ein englischsprachiges Bildungsangebot schuf. Seit dem Wintersemester 2005/2006 sind alle technischen und wirtschaftswissenschaftlichen Studiengänge auf das Bachelor/Master-System umgestellt.

### Geschichte der ehemaligen Fachhochschule für Sozialwesen

Ehemaliges Logo der Fachhochschule für Sozialwesen

Logo der Hochschule Esslingen bis Juli 2021

Auf Grundlage einer Stiftung der württembergischen Königin Charlotte wurde 1917 die soziale Frauenschule des schwäbischen Frauenvereins in Stuttgart gegründet, die erste Vorläuferin der HfS. 1930 entstand eine zweite Einrichtung, das Jugendleiterinnen-Seminar. Aus den beiden Einrichtungen wurde 1972 die Fachhochschule für Sozialwesen (später Fachhochschule Esslingen – Hochschule für Sozialwesen, kurz HfS). Neben der ehemaligen Fachhochschule für Sozialwesen Mannheim und der Alice Salomon Hochschule Berlin war die HfS eine von nur drei selbstständigen Fachhochschulen mit einer spezifischen Ausrichtung auf das Sozial- und Gesundheitswesen in Deutschland. Ab dem Wintersemester 2004/2005 wurden die Studiengänge auf das Bachelor-System umgestellt. Der erste Master-Studiengang der Fakultät Soziale Arbeit, Gesundheit und Pflege begann ein Semester später, also im Sommersemester 2005.

### Die Hochschule Esslingen seit 2006
Im Jahr 2006 fusionierten die beiden Esslinger Fachhochschulen Fachhochschule für Technik (FHTE) und Fachhochschule Esslingen – Hochschule für Sozialwesen (HfS). Der neue Name der Hochschule lautet seither Hochschule Esslingen. Gleichzeitig ging die Zuständigkeit vom Studentenwerk Hohenheim auf das Studentenwerk Stuttgart über. Im Wintersemester 2006/2007 wurde der neue Bachelor-Studiengang „Bildung und Erziehung in der Kindheit“ an der Fakultät Soziale Arbeit, Gesundheit und Pflege eingeführt, zum Wintersemester 2007/08 kam der Master-Studiengang Innovationsmanagement in der Fakultät Betriebswirtschaft hinzu. Weitere Neuerungen gab es zum Wintersemester 2007/08, als die Master-Studiengänge „Automotive Systems“ und „Design and Development in Automotive and Mechanical Engineering“ in der Graduate School sowie der Master-Studiengang „Energie- und Gebäudemanagement“ der Fakultät Versorgungstechnik und Umwelttechnik eingerichtet wurden. Im Sommer 2012 wurde das Institut für Weiterbildung der Hochschule Esslingen (IWHE) zur Förderung der wissenschaftlichen Aus-, Fort- und Weiterbildung gegründet. Das IWHE übernimmt die Organisation und Durchführung von Weiterbildungsprogrammen sowie Veranstaltungen wie Tagungen und Kongresse. Löschung des Vereins im Januar 2021. An dessen Stelle trat 2021 die Weiterbildungscampus GmbH, die dieses Angebot fortführt.
Am 1. März 2021 trat die neue Grundordnung der Hochschule Esslingen in Kraft, die ein neues Strukturmodell vorsieht. Die Hochschule organisiert sich in einer Matrix-Struktur mit sechs Fakultäten und fünf zentralen wissenschaftlichen Einheiten (ZWE), die Querschnittsfunktionen innehaben.

## Standorte

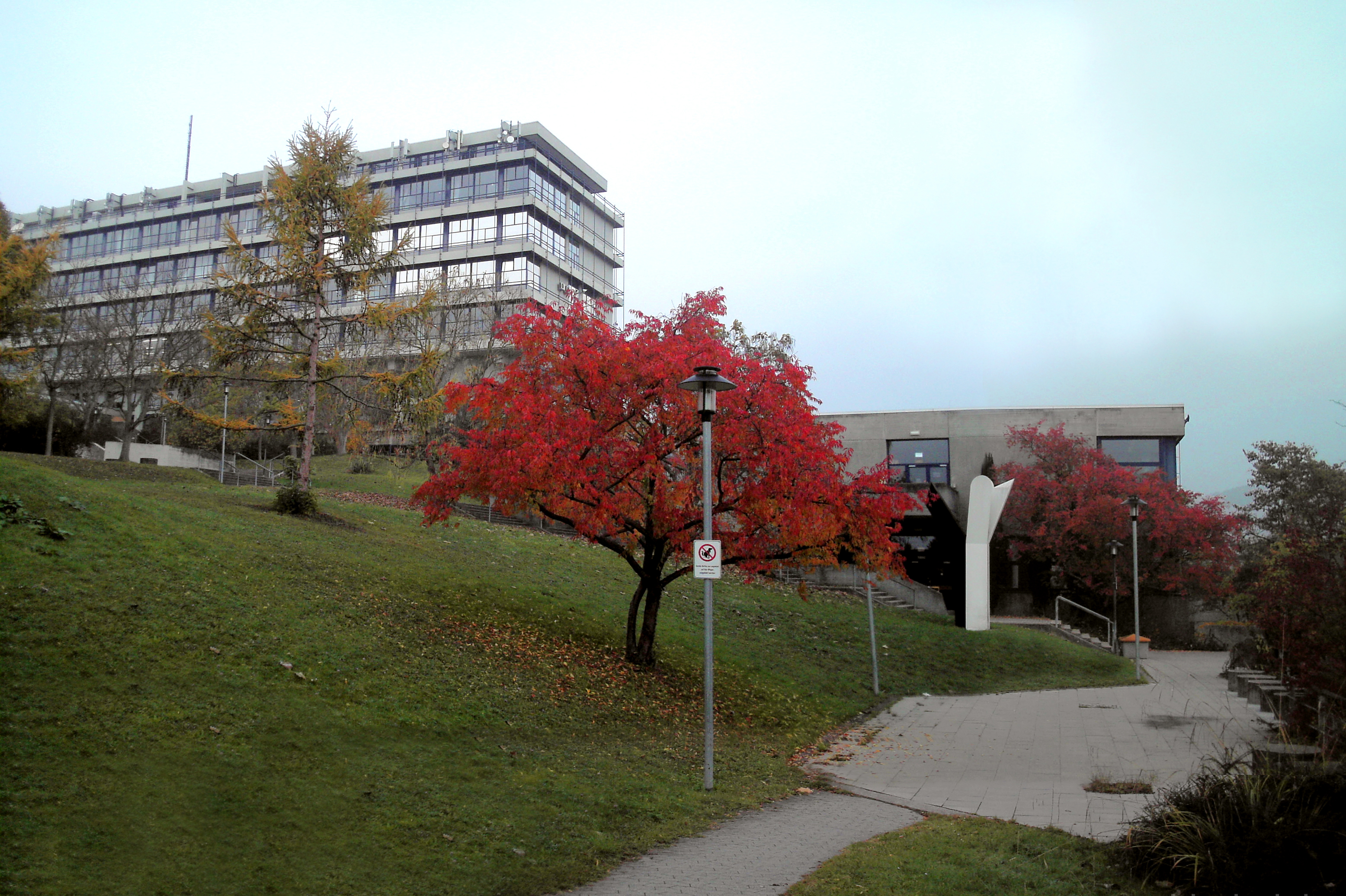
Standort Hochschulzentrum (Flandernstraße)

Zur Hochschule Esslingen gehören folgende drei Standorte:
- Esslingen Stadtmitte
- Esslingen Flandernstraße
- Campus Göppingen

Der Standort Stadtmitte befindet sich direkt in Esslingen und wird auch als „der Stall“ bezeichnet. Jedoch nicht weil der neoklassizistische Altbau oder der futuristische Neubau aus dem Jahr 1992 einem Stall ähneln, sondern weil sich die Schule ursprünglich neben dem königlichen Reitstall befand. Am Standort Stadtmitte befinden sich, neben diversen Fakultäten, das Akademische Auslandsamt, das Café Einstein, die Mensa, das Rechenzentrum, das Rektorat sowie die Verwaltung der Hochschule Esslingen.
Der Standort Flandernstraße befindet sich im nördlichen Teil von Esslingen und bietet, dank seiner erhöhten Lage, eine gute Aussicht auf Esslingen und das Neckartal. Von Studenten wird der große Betonbau aus den 1960er Jahren auch als „Akropolis“ bezeichnet. Am Standort Flandernstraße befinden sich Fakultäten, die Bibliothek der Hochschule Esslingen, das HZE Café und das Institut für Fremdsprachen. Im Oktober 2020 begannen die vorbereitenden Tiefbauarbeiten am Ersatzneubau „Campus Neue Weststadt“ im zentral gelegenen ehemaligen Güterbahnhofareal. Insgesamt investiert das Land 146 Millionen Euro in moderne Hochschulinfrastruktur im nahezu klimaneutralen Stadtquartier. Der Lehrbetrieb im neuen Campus soll im Oktober 2026 starten. Nach Inbetriebnahme des Neubaus erhält die Stadt die freiwerdenden Flächen an der Flandernstraße.
Im 23 Kilometer entfernten Göppingen befindet sich der 1988 gegründete, gleichnamige, dritte Standort der Hochschule Esslingen. Der „Campus der kurzen Wege“ beherbergt zwei Fakultäten, eine Cafeteria, eine Bibliothek und das Café Campus.

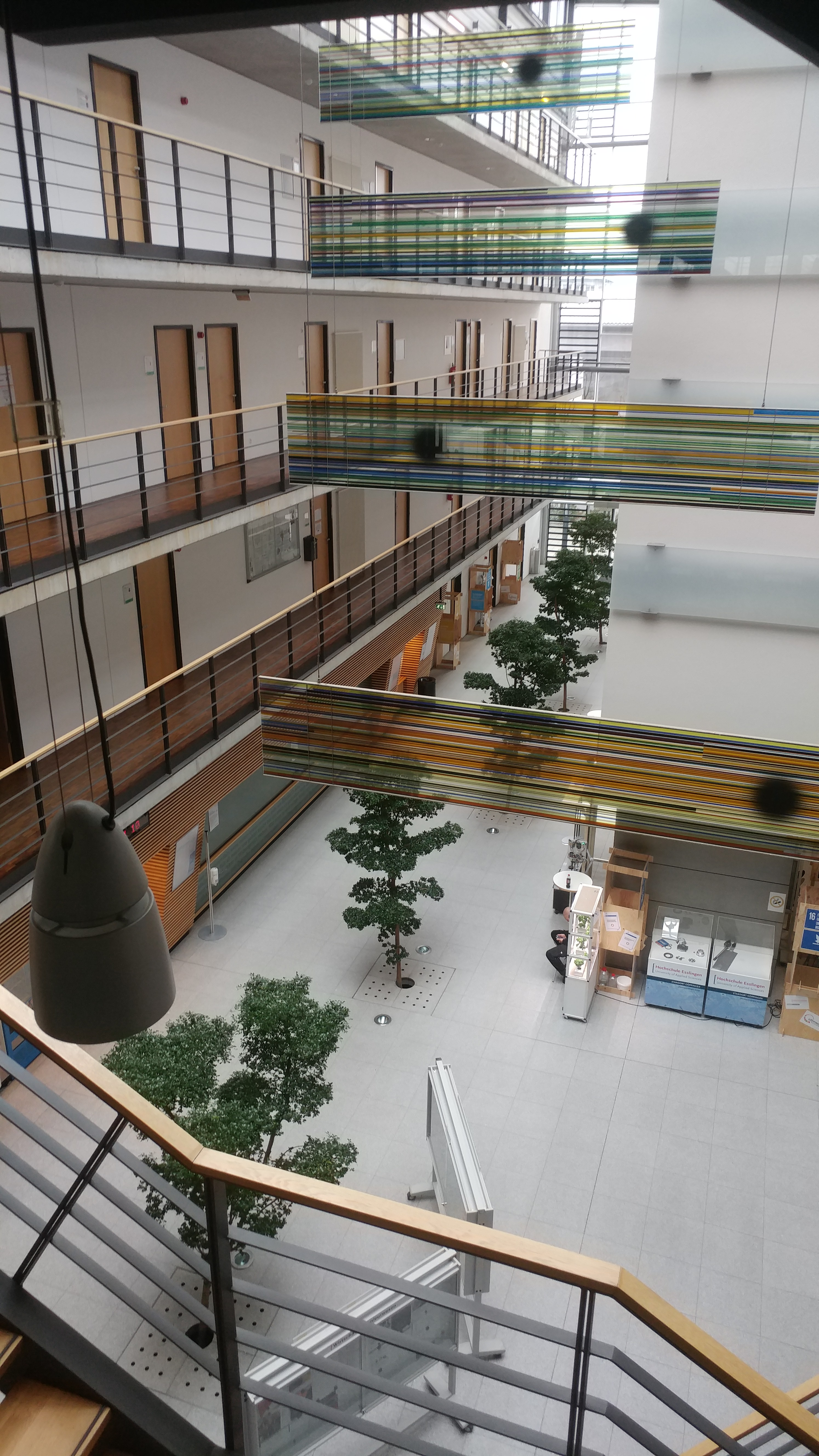
Gebäude 4 am Standort Göppingen

## Fakultäten und Studiengänge
An der Hochschule gibt es folgende Fakultäten und Studiengänge:
| Fakultät                                                    | Bachelor-Studiengänge | Master-Studiengänge |
| ----------------------------------------------------------- | --- | --- |
| Angewandte Naturwissenschaften, Energie- und Gebäudetechnik | - Biotechnologie (B.Sc.) - Chemieingenieurwesen / Farbe und Lack (B.Sc.) - Nachhaltige Gebäude- und Energietechnik (B.Eng.) - Ingenieurpädagogik Versorgungstechnik – Maschinenbau (B.Sc.) - Studium mit erweiterter Praxis – Chemieingenieurwesen / Farbe und Lack - Studium mit erweiterter Praxis – Gebäude-, Energie- und Umwelttechnik                                                                           | - Angewandte Oberflächen und Materialwissenschaften (M.Sc.) - Biotechnologie (M.Sc.) - Energiesysteme und Energiemanagement (M.Eng.) - Netztechnik und Netzbetrieb Strom-, Gas- und Wasserversorgung (M.Eng.) (berufsbegleitend) - Umweltschutz (M.Eng.) |
| Informatik und Informationstechnik                          | - IT-Sicherheit (B.Eng.) - Softwaretechnik und Medieninformatik (B.Eng.) - Technische Informatik (B.Eng.) - Wirtschaftsinformatik (B.Eng.) - Ingenieurpädagogik Informationstechnik-Elektrotechnik (B.Sc.) | - Angewandte Informatik (M.Sc.) |
| Maschinen und Systeme                                       | - Automatisierungstechnik und Produktionsinformatik (B.Eng.) - Maschinenbau (B.Eng.) - Ingenieurpädagogik Maschinenbau-Automatisierungstechnik (B.Sc.) | - Ressourceneffizienz im Maschinenbau (M.Sc.) - Design and Development for Mechanical and Automotive Engineering (M.Eng.) - Mechatronik (M. Eng.) (berufsbegleitend) - Wasserstoff- und Brennstoffzellentechnologie (M.Eng.) (berufsbegleitend)          |
| Mobilität und Technik                                       | - Fahrzeugtechnik (B.Eng.) - Fahrzeugsysteme (B.Eng.) - Elektrotechnik (B.Eng.) - Ingenieurpädagogik Elektrotechnik-Informationstechnik (B.Sc.) - Ingenieurpädagogik Fahrzeugtechnik-Maschinenbau (B.Sc.) | - Fahrzeugtechnik (M.Eng.) - Automotive Systems (M.Eng.) - Autonomes Fahren (M.Eng.) (berufsbegleitend) - Elektromobilität (M.Eng.) (berufsbegleitend) - Berufliche Bildung/Ingenieurwissenschaften (M.Sc)                                               |
| Soziale Arbeit, Bildung und Pflege                          | - Kindheitspädagogik / Bildung und Erziehung in der Kindheit (B.A.) - Pflege und Gesundheit (B.A.) - Soziale Arbeit (B.A.) - Pflege (B.Sc. und Berufszulassung) | - Pflegewissenschaft (M.A.) - Angewandte Sozialpädagogische Bildungsforschung (M.A.) - Soziale Arbeit (M.A.) - Sozialwirtschaft (M.A.) (berufsbegleitend)                                                                                                |
| Wirtschaft und Technik                                      | - Digital Business (B.Sc.) - Digital Engineering (B.Eng.) - Mechatronik (B.Eng.) - Internationale technische Betriebswirtschaft (B.Sc.) - Technische Betriebswirtschaft / Automobilindustrie (B.Sc.) - Wirtschaftsingenieurwesen (B.Eng.) - NwT-Lehramt (B.Ed.) (Kooperation mit Eberhard Karls Universität Tübingen) - MechatronikCom (B.Eng.) (praxisbegleitend) - MechatronikPlus (B.Eng.) (ausbildungsbegleitend) | - Innovationsmanagement (M.Sc.) - International Industrial Management (MBA) - Mechatronik / Systems Engineering (M.Eng.) - Smart Factory (M.Eng.) - Wasserstoffwirtschaft und Technologiemanagement (M.Eng.)                                             |

Zusätzlich zu den Fakultäten gibt es fünf zentrale wissenschaftliche Einrichtungen:
- Digitale Transformation im Studium
- Forschung und Transfer
- International Centre and Graduate School
- Studieneingang und Grundstudium
- Weiterbildung: WHE GmbH

## Hochschulpartnerschaften
Die Hochschule arbeitet eng mit Unternehmen aus der Industrie, Wirtschaft sowie Verbänden zusammen.

### Industrieunternehmen
Zu den Förderern der Hochschule Esslingen gehören u. a. folgende Unternehmen und Verbände:
- Audi AG
- Robert Bosch GmbH
- Daimler AG
- J. Eberspächer GmbH & Co. KG
- EDAG GmbH & Co. KGaA
- Festo
- Heller GmbH
- IBM
- Mahle GmbH
- MB-technology GmbH
- Porsche AG
- Andritz Schuler GmbH
- Siemens AG
- smart
- Verband der Schweizerischen Lack- und Farbenindustrie

### Deutsche Hochschulpartnerschaften
Unter dem Motto „Starke Regionen, starke Hochschulen – Interessen verbinden“ hat sich die HochschulAllianz für Angewandte Wissenschaften (HAWtech) als Gegenstück der TU9 zusammengeschlossen.
Die Hochschulföderation SüdWest (HfSW) vernetzt die baden-württembergischen Hochschulen Aalen, Esslingen, Heilbronn, Mannheim, Ravensburg-Weingarten und die Hochschule der Medien Stuttgart. Die Mitgliedshochschulen bündeln ihre Kräfte, um insbesondere ihre Leistungsstärke in der angewandten Lehre und Forschung weiterzuentwickeln. In Kooperationsprojekten möchten die Mitgliedshochschulen Erfahrungen teilen, Synergien ausschöpfen und gemeinsam Antworten auf die zunehmende Komplexität im Hochschulraum geben.

### Internationale Hochschulpartnerschaften
Die Hochschule Esslingen pflegt Partnerschaften mit rund 95 Hochschulen auf der ganzen Welt, von denen jährlich mehr als 200 Austauschstudierende nach Esslingen kommen. Zusätzlich erwerben jährlich bis zu 90 internationale Studierende ihren Master-Abschluss an der Hochschule Esslingen.
Die Chinesisch-Deutsche Hochschule für angewandte Wissenschaften (CDHAW) in Shanghai ermöglicht chinesischen und deutschen Studierenden einen Doppelabschluss. Im Rahmen des CDHAW-Programms können an der Hochschule Esslingen der Bachelor of Engineering in Fahrzeugtechnik, Mechatronik und Elektrotechnik und Versorgungs- und Umwelttechnik als Doppelabschluss erworben werden. Darüber hinaus gibt es Doppelabschluss-Programme mit den Partnerhochschulen JAMK University of Applied Sciences (Finnland), Instituto Tecnológico y de Estudios Superiores de Monterrey (Mexiko), Gannon University (USA) und der Universidad de Zaragoza (Spanien).

## Internationalisierung
Internationalisierung und Studierendenmobilität sind wesentliche Bestandteile des Studiums an der Hochschule Esslingen. Das International Office bereitet auf studienbezogene Auslandsaufenthalte vor und unterstützt die Studierenden der Hochschule Esslingen vor, während und nach einem Auslandssemester. Für Studien- und Praxissemester im Ausland gibt es an der Hochschule Esslingen zahlreiche Stipendien.
Drei Master-Studiengänge in englischer Sprache vermitteln Wissen in Betriebswirtschaft im industriellen Umfeld, in der Automatisierungstechnik, in Fahrzeugtechnik und im Maschinenbau.

## Traditionen
Eine erwähnenswerte Tradition an der Hochschule Esslingen ist der jährlich stattfindende Kandelmarsch, bei dem die Absolventen der technischen Studiengänge in Frack und Zylinder und mit einer Leiter durch die Altstadt Esslingens marschieren. In Esslingen besteht mit der Flugtechnischen Arbeitsgemeinschaft Esslingen (FTAG) eine Arbeitsgruppe der Akaflieg, außerdem seit 2006 mit dem Rennstall eine Projektgruppe, die recht erfolgreich an der Formula Student teilnimmt.

## Rankings
Die Studiengänge der Hochschule Esslingen belegen regelmäßig Spitzenpositionen in bekannten Hochschul-Rankings.
Im bundesweiten CHE-Ranking der ZEIT, das Fakten zu Studium, Lehre, Ausstattung und Forschung berücksichtigt, konnten aktuell folgende Platzierungen erzielt werden:
- 2023 // Platzierung in der Spitzengruppe mit vier Studiengängen: Wirtschaftsinformatik, Betriebswirtschaftslehre, Soziale Arbeit, Wirtschaftsingenieurwesen[18]
- 2022 // Platzierung in der Spitzengruppe mit sieben Studiengängen: Bachelor-Studiengänge Chemieingenieurwesen, Fahrzeugtechnik, Maschinenbau, Biotechnologie, Fahrzeugsysteme, Elektrotechnik, Gebäude-, Energie- und Umwelttechnik[19]

- 2021 // Spitzenfeld: Fachbereich Pflegewissenschaft

- 2020 // Spitzenfeld: Bachelorstudiengang Soziale Arbeit
- 2020 // Spitzennoten: Masterstudiengang Innovationsmanagement
- 2019 // Spitzenfeld: Bachelorstudiengänge Chemieingenieurwesen, Elektrotechnik und Maschinenbau

## Direktoren und Rektoren

### Fachhochschule für Technik und ihre Vorgängereinrichtungen
Die Direktoren und Rektoren der Staatlichen Höheren Maschinenbauschule Esslingen, der Staatlichen Ingenieurschule Esslingen und der Fachhochschule für Technik Esslingen:
- 1914 bis 1938: Hermann Berkenhoff (Staatliche Höhere Maschinenbauschule Esslingen)
- 1940 bis 1946: Walter Eberspächer(Staatliche Ingenieurschule Esslingen)
- 1946 bis 1950: Georg Tafel (Staatliche Ingenieurschule Esslingen)
- 1950 bis 1965: Karl Meerwarth (Staatliche Ingenieurschule Esslingen)
- 1965 bis 1977: Hermann Linse (Staatliche Ingenieurschule Esslingen und Fachhochschule für Technik Esslingen)
- 1977 bis 1985: Wolfgang Schnabel (Fachhochschule für Technik Esslingen)
- 1985 bis 1997: Dieter Birkle (Fachhochschule für Technik Esslingen)
- 1997 bis 2006: Jürgen van der List (Fachhochschule Esslingen – Hochschule für Technik)

### Fachhochschule für Sozialwesen und ihre Vorgängereinrichtungen
Die Leiter bzw. Rektoren der Sozialen Frauenschule, der Höheren Fachschule für Sozialarbeit und der Fachhochschule für Sozialwesen Esslingen: 
- 1917 bis 1927: Gertrud Geffcken
- 1927: Villma Kopp (kommissarische Leitung)
- 1927 bis 1934: Martha Luise Rehm
- 1934 bis 1938: Hedwig Wölfflen
- 1938 bis 1945: Margarete Junk
- 1945 bis 1947: Lina Noack (kommissarische Leitung)
- 1947 bis 1965: Margarethe Junk
- 1965 bis 1971: Luise Schramm (weiter bis 1974)
- 1974 bis 1977: Martin Furian
- 1977 bis 1993: Lore Thome
- 1993 bis 2006: Falk Roscher

### Hochschule Esslingen
- 2006 bis 2007: Jürgen van der List
- 2007 bis 2013: Bernhard Schwarz
- 2013 bis 2019: Christian Maercker
- seit 2019: Christof Wolfmaier

## Ehrensenatoren
- Eberhard Bauer (1914–1984)[22]
- Klaus Freytag
- Eugen C. Hahn
- Richard Günter Hirschmann
- Heinz Illi
- Ewald Kübler
- Eugen Megerle
- Werner Niefer (1928–1993)
- Alfred Meier
- Martha Munz-Magenwirth
- Emil Reiber
- Hans-Joachim Schöpf
- Louis Schuler-Voith
- Kurt Stoll
- Wilfried Stoll
- Thomas Walker
- H. Dieter Werner
- Wolfgang Wolf
- Wolfgang von Zeppelin

## Bekannte Absolventen
- Stefan Buchner (* 1960), Mitglied des Bereichsvorstandes Daimler Trucks und Leiter Mercedes-Benz Lkw
- Ludwig Dürr (1878–1956), Luftschiff-Konstrukteur
- Andreas Renschler (* 1958), Vorstandsmitglied (2004 bis 2014), Daimler AG
- Björn Lamprecht, General Manager (2010 bis heute), Voith Industrial Services
- Werner Dieter, Vorstandsvorsitzender (1985–1994), Mannesmann AG
- Hubert Zimmerer, Geschäftsführer (1996–1999), Robert Bosch GmbH
- Eugen Eisenmann, Gründer, Eisenmann AG
- Werner Niefer (1928–1993), Vorstandsvorsitzender (1989–1993), Mercedes-Benz AG
- Hans Erich Slany (1926–2013), Gründer, Slany Design GmbH (heute TEAMS Design)
- Horst W. Garbrecht, Vorstandsvorsitzender (2009 bis heute), Metabo
- Siegbert E. Lapp, Gründer, Lapp Holding
- Norbert Sternmut (* 1958), Schriftsteller und Maler
- Ingo Rust (* 1978), Politiker, Beigeordneter Finanzbürgermeister bei der Stadt Esslingen am Neckar